# Oleg Saitow
Oleg Saitow (Оле́г Элекпа́евич Саи́тов ur. 26 maja 1974 w Żygulowsku), rosyjski bokser. Dwukrotny złoty medalista olimpijski.
Walczył w wadze półśredniej i zdominował tę kategorię pod koniec lat 90. Po raz pierwszy olimpijskie złoto zdobył w 1996 w Atlancie, tytuł obronił cztery lata później w Sydney. W Atenach w 2004 zdobył brązowy medal. W 1997 zdobył tytuł amatorskiego mistrza świata, ponadto dwukrotnie stawał na podium tej imprezy. Dwa razy był mistrzem Europy.

## Starty olimpijskie
Atlanta 1996
- waga półśrednia - złoto

Sydney 2000
- waga półśrednia - złoto

Ateny 2004
- waga półśrednia - brąz